# Quân đội Macedonia cổ đại

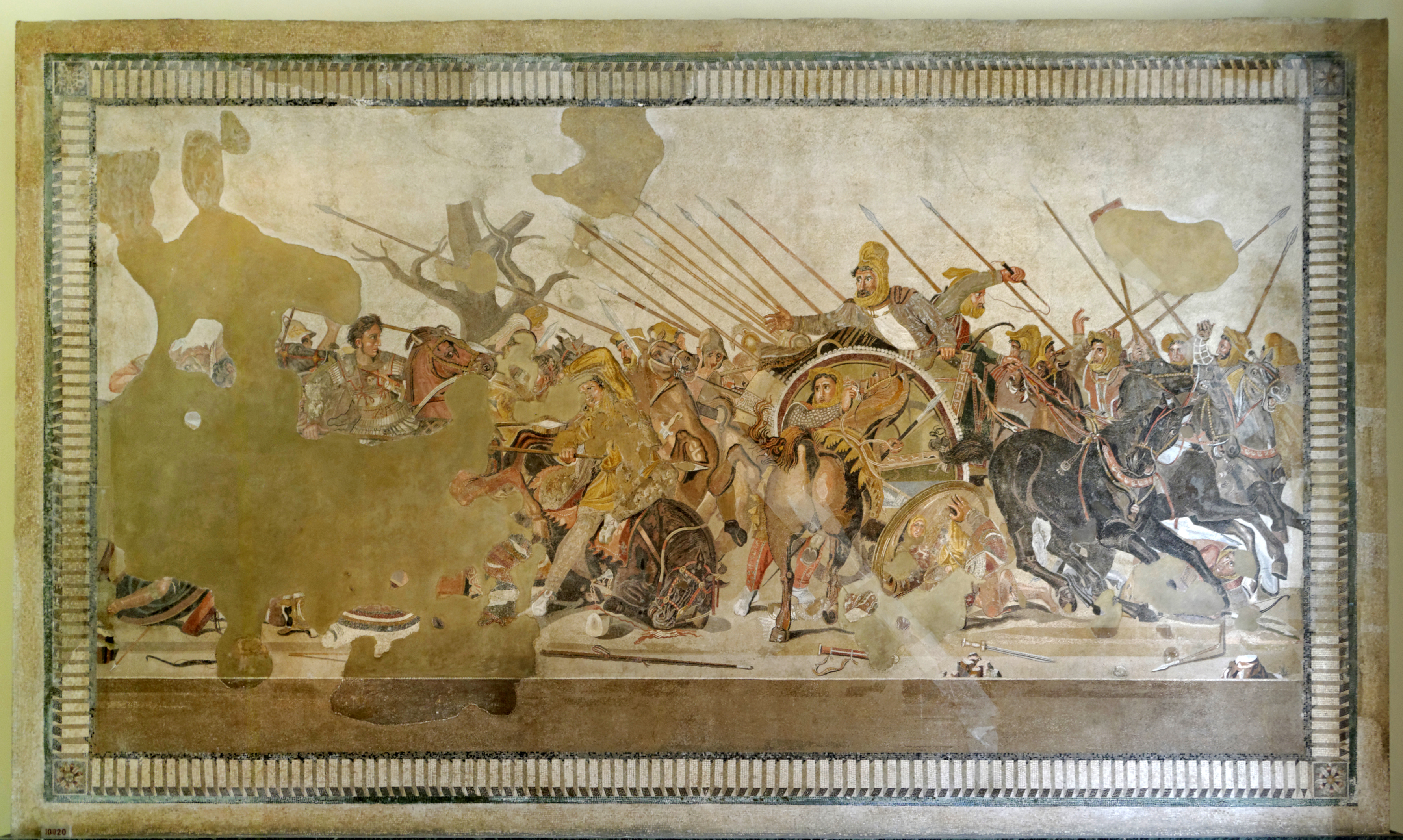
Tranh khảm mô tả Trận Issus

Quân đội Macedonia hay Quân đội của Macedon ở đây được hiểu là đội quân của Vương quốc Macedon cổ đại. Nó được coi là một trong những lực lượng quân sự mạnh nhất của thế giới cổ đại, đặc biệt giai đoạn dưới sự lãnh đạo của vua Philipos II của Macedonia và sau đó con trai ông, Alexandros đại đế.
Các phát kiến mới nhất về vũ khí được áp dụng trong quân đội cùng với chiến thuật, cùng với sự kết hợp duy nhất của quân đội dưới sự chỉ huy của Philipos II, đã dẫn đến những chiến thắng hình thành nên một đế chế lớn. Bằng việc quy định nghề lính trở thành nghề nghiệp chính, Philipos đã có thể rèn luyện những người lính của mình thường xuyên, đảm bảo sự đoàn kết trong hàng ngũ của mình, chỉ trong một thời gian ngắn, dẫn đến hình thành một đội quân mà Hy Lạp và châu Á chưa bao giờ gặp.
Sự đổi mới chiến thuật bao gồm sự đổi mới chiến thuật trên đội hình Phalanx Hy Lạp truyền thống của quân đội, chẳng hạn như Epaminondas của Thebes (người hai lần đánh bại thành bang Sparta), cũng như phối hợp tấn công giữa các thành phần của quân đội như phalanx, kị binh, cung thủ (dưới thời Alexandros III) và các thiết bị công thành. Các loại vũ khí trang bị bao gồm sarissa, một loại giáo dài (giống như giáo Hy Lạp), thuẫn treo và một số vũ khí hộ thân khác, đã chứng minh tác dụng tốt trong cả tấn công lẫn phòng thủ cá nhân.
Quân đội Macedonia là một đội quân hỗn hợp của nhiều chủng tộc khác nhau, từ người Macedonia cho tới người Hy Lạp (đặc biệt là kị binh xứ Thessaly) cho tới những lính đánh thuê từ Aegean làm việc cho Philipos II. Tới năm 338 TCN, hơn một nửa quân đội cho kế hoạch chinh phục Ba Tư của ông là đến từ bên ngoài biên giới Macedonia - từ toàn bộ thế giới Hy Lạp và các bộ lạc man tộc.

## Kị binh Macedonia

### Kị binh Hetairoi
Bài chính:Chiến hữu kị binh

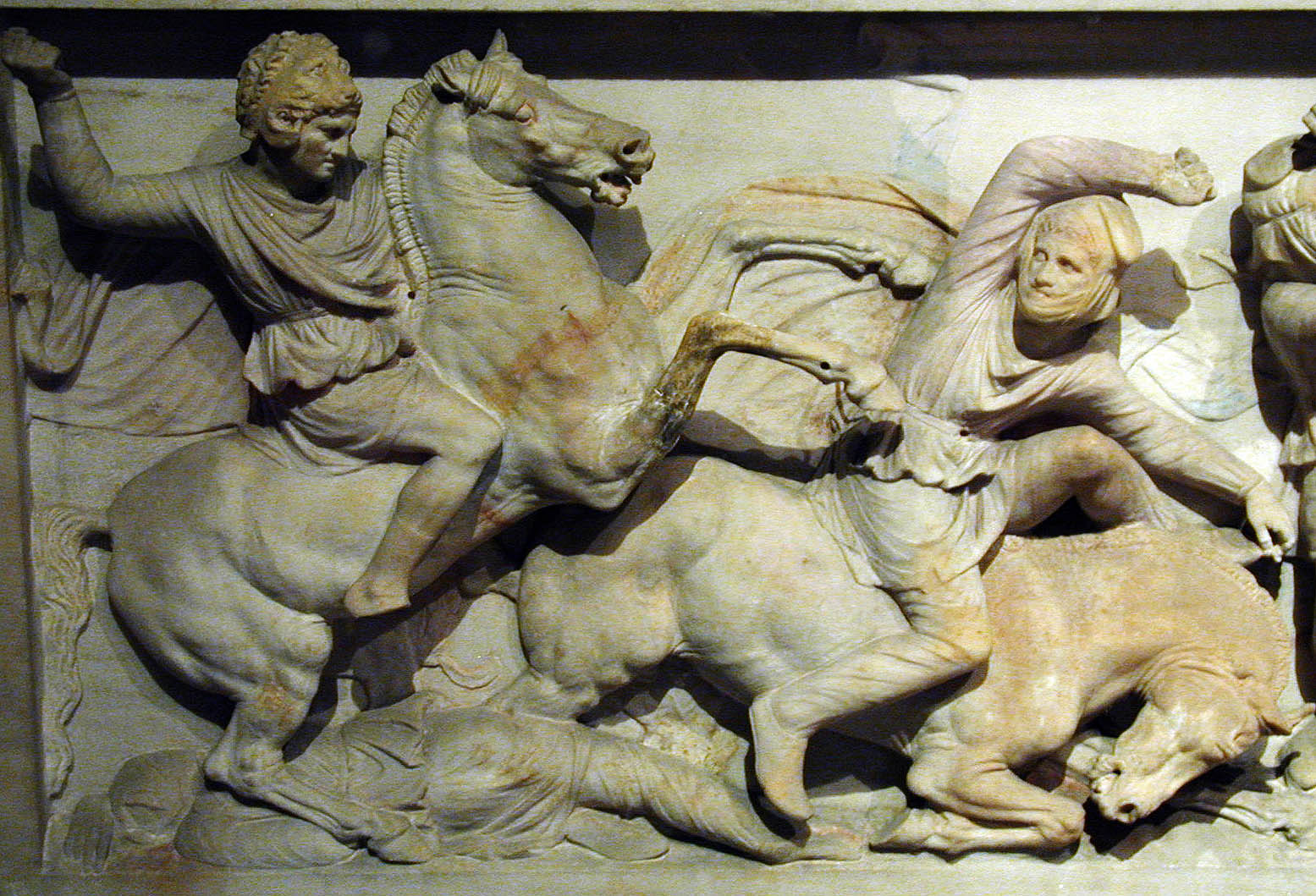
Bức bích họa cổ về kị binh Macedonia.

Lực lượng "Chiến hữu kị binh" hay Hetairoi (tiếng Anh: Companion Cavalry) là lực lượng kị binh chủ chốt của quân đội Macedonia và được đánh giá là lực lượng kị binh thành công nhất trong thế giới cổ đại cùng với kị binh Thessaly.
Chiến hữu Kị binh (hetairoi) là một hình thức tổ chức đơn vị 'companions' hữu hiệu, tương tự mô hình đơn vị philoi (basilikoi, Những người bạn (hoàng gia), một thuật ngữ về sau trở thành tiêu đề của triều đình vào thời kì Diadochi, thời kì những kẻ thừa kế). Một Hetairoi được chia thành tám đội ngũ, gọi là ile (số nhiều: ilai), mỗi đội gồm 200 người; riêng đội hình hoàng gia có quân số 300 mỗi ile.
Mỗi chiến binh trong đội hình hetairoi được trang bị một ngọn giáo dài 3m, gọi là xyston, và một số phụ kiện cho giáp hộ thân. Trong suốt triều đại của Alexandros Đại đế, các lính kị binh không mang khiên. Tuy nhiên, lực lượng Chiến hữu kị binh thời nhà Antigonos và thời nhà Ptolemaios có mang theo khiên lớn aspis.
Lực lượng kị binh Hetairoi luôn được chú trọng phát triển do những ưu điểm của nó, thuận tiện ứng dụng chiến thuật trong cả hành quân cơ động chớp nhoáng lẫn gây rối loạn cho đội hình chiến thuật của đối phương. Chiến thuật này do người Macedonia sao chép từ người Thrace, vốn được phát huy từ người Scythia. Mặc dù vậy, dường như Alexandros đã rất thận trọng với việc sử dụng kị binh Hetairoi chống lại bộ binh, như theo sách của Arrian viết về cuộc chiến chống lại người Malli, một bộ tộc Ấn Độ mà Alexandros phải đối mặt sau trận Hydaspes. Theo đó, Alexandros đã không mạo hiểm dùng kị binh Hetairoi tấn công thẳng vào đội hình bộ binh dày đặc của người Malli, mà thay vào đó, quấy nhiễu bên cánh của họ, chờ cho lực lượng bộ binh của mình đến nơi tấn công công phá.
Lực lượng kị binh Hetairoi theo Alexandros đến châu Á có khoảng 1.800 người. Thông thường, họ được nố trí bên cánh phải, vị trí được coi là vinh quang trong quân đội Hy Lạp, nơi đội quân xuất sắc nhất có vinh dự này, và thường thực hiện các quyết định cơ động / tấn công trong các trận chiến dưới sự chỉ huy trực tiếp của Alexandros Đại đế.

### Kị binh người Thessaly
Kị binh Thessaly là một lực lượng đồng minh tác chiến trong thành phần của quân đội Alexandros. Tổ chức của họ cũng tương tự như kị binh Hetairoi, nhưng các chiến binh thường được trang bị giáo ngắn và lao để phóng. Trong chiến dịch viễn chinh chinh phục Ba Tư, lực lượng kị binh Thessaly có khoảng 1.800 người. Họ thường được giao nhiệm vụ bảo vệ cánh trái khỏi kị binh của kẻ thù.
Các lực lượng kị binh Thessaly được xem là lực lượng tinh nhuệ chỉ sau kị binh Hetairoi. Họ phục vụ trong quân đội Macedonia như là đồng minh cho tới khi người Macedonia bị người La Mã đánh bại. 

### Kị binh nhẹ và đồng minh
Bài chi tiết: Prodromoi
Kị binh nhẹ Prodromoi là lực lượng kị binh được tổ chức gọn và trang bị nhẹ, hình thành từ các chiến binh của quân đội đồng minh của Macedonia. Khác với lực lượng kị binh Hetairoi và Thessaly thường được giao nhiệm vụ công kích và bảo vệ chủ soái, kị binh Prodromoi thường đảm nhận nhiệm vụ trinh sát và bảo vệ bên cánh của quân đội trong trận chiến, ngoài ra Macedon còn có kỵ binh đồng minh người Hy Lạp. Vào năm 329 TCN, khi Alexander Đại đế tại Sogdia, đã tạo ra 1000 đơn vị kỵ xạ hùng mạnh được tuyển từ những người gốc Iran.

### Kị binh người Paeonia
Những kỵ binh nhẹ này được tuyển chọn từ Paeonia, một vùng bộ tộc ở phía bắc Macedonia. Người Paeonia đã bị chinh phục và tình trạng triều cống đã được giảm xuống bởi Philipos II. Được dẫn dắt bởi thủ lĩnh của chính họ, kỵ binh Paeonia thường hay bị lấn át với kị binh Prodromoi và thường hoạt động cùng với họ trong trận chiến. Họ dường như đã được trang bị các thanh lao và kiếm và được mô tả một cách khác thường như mang theo khiên. Ban đầu, chỉ mạnh với một đội ngũ, họ nhận được 500 quân tiếp viện ở Ai Cập và thêm 600 quân tại Susa.

### Kị binh người Thrace
Kị binh người Thrace tuyển mộ nhiều nhất từ bộ tộc từ Odrysia, kỵ binh Thracian cũng đóng vai trò trinh sát trong cuộc diễu hành. Trong trận chiến, họ thực hiện nhiều chức năng tương tự như kỵ binh nhẹ Prodromoi và kị binh người Paeonia, ngoại trừ họ bảo vệ sườn của kỵ binh Thessaly ở cánh trái của quân đội. Kị binh người Thrace triển khai đội hình nêm (đội hình chữ V) của tổ tiên họ và được trang bị các thanh lao và kiếm.

## Bộ binh Macedonia

### Phát triển
Philippos II đã dành thời niên thiếu của mình khi làm con tin ở Thebes, để theo học với tướng Epaminondas nổi tiếng, người đã đặt nền tảng cho chiến thuật của Philippos sau này. Sau khi lên ngôi, Philippos đã tổ chức lực lượng lính bộ binh của Macedonia thành những chiến binh chuyên nghiệp với sự huấn luyện chặt chẽ cho phép họ thực hiện thao tác phức tạp cũng vượt ra ngoài tầm với của hầu hết các quân đội khác. Bên cạnh đó, ông cũng áp dụng chiến thuật chiến đấu theo đội hình, mà nhờ đó đội quân của ông đã phát triển giúp cho ông và con trai ông, Alexandros Đại đế có thể dùng để chinh phục đế chế Ba Tư và đánh thắng nhiều quân đội khác. Những người lính bộ binh này được gọi là Pezhetairoi - Các chiến hữu bộ binh - là nòng cốt tạo thành đội hình phalanx Macedonia.

### Phalanx (phương trận)

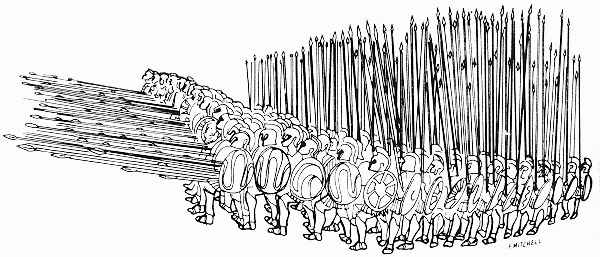
Một bản vẽ đội hình Phalanx Macedonia. Các chiến binh Macedonia cũng được mô tả là có giáp bảo vệ đầy đủ kèm theo mũ bảo hiểm, dù trên thực tế không hẳn như thế.

Trong chiến thuật chiến đấu theo đội hình, các chiến binh Pezhetairoi thường được tổ chức thành nhiều 'companions', sắp xếp thành những đội hình hình chữ nhật gọi là Phalanx. Chính vì vậy, họ còn được gọi là các Phalangite. Trong đội hình Phalanx Macedonia, các Phalangite Macedonia được trang bị các tấm thuẫn nhỏ và nhẹ hơn so với trong đội hình Phalanx hoplite truyền thống. Các tấm thuẫn này cho phép các Phalangite có thể treo trên cổ để họ có thể rảnh tay để điều khiển giáo sarissa, vốn có chiều dài gấp đôi so với giáo truyền thống, cung cấp khả năng công kích ở cự ly xa hơn so với đối phương.
Kích thước đội hình phalanx Macedonia và những quốc gia kế tục khác nhau rất nhiều. Ví dụ, trong nhiều chiến dịch của Alexandros Đại đế, lực lượng Pezhetairoi thường có khoảng 9.000 quân và được chia làm 6 đội. Phillip V thì lại bố trí 16.000 lính Phalangite tại Cynoscephalae, và Perseus bố trí trên 20.000 tại Pydna.
Mỗi lính phalangite mang một vũ khí chính của mình là một ngọn giáo sarissa, một ngọn giáo với hơn 6 m (18 ft) chiều dài. Chiều dài của các ngọn giáo như vậy buộc họ phải được nắm giữ với hai bàn tay trong trận chiến. Ở tầm gần, vũ khí lớn như vậy được sử dụng rất ít, nhưng một đội hình phalanx nguyên vẹn có thể dễ dàng giữ kẻ thù của nó ở một khoảng cách;. Một lính phalangite cũng mang theo một thanh đoản kiếm (xyphos) như một vũ khí thứ cấp để chiến đấu ở gần. Các đội hình phalanxes dễ dàng đối phó với kỵ binh, nhưng dễ bị đánh bại khi hàng ngũ rối loạn.
Alexander đã không thực sự sử dụng phalanx như là đòn đánh quyết định trong trận chiến của mình, nhưng thay vào đó ông sử dụng nó để chọc thủng hàng ngũ và làm mất tinh thần đối phương trong khi kỵ binh nặng của ông sẽ đột kích vào những phần được lựa chọn hoặc sườn đối phương nơi đơn vị giao tranh, thông thường nhất là xua đuổi kị binh đối phương trong trận đánh. Một ví dụ là trong trận Gaugamela.
Các lực lượng khác - những đội quân nhỏ, lính tranh bị tên và lao, lính đồng minh hoplite dự bị, cung thủ Crete, và pháo binh - cũng được sử dụng. Đội quân phalanx được đào tạo để mang theo một hành lý khá nhỏ, chỉ có một tôi tớ cho mười người lính.

### Khiên của người Macedonia
Thông thường và trong các trang bị quân sự của binh sĩ Macedonia, mũ giáp và lá chắn là những trang bị bảo vệ cơ bản. 

### Hypaspists
Lực lượng Hypaspists (Hypaspistai) là một lực lượng tinh nhuệ của quân đội Macedonia. Trong một số trận đánh như Gaugamela nhiệm vụ của họ là bảo vệ cho bên sườn phải của đội hình phương trận. Những người này đã được sử dụng cho một loạt các chiến dịch của Alexandros Đại đế, thường kết hợp với binh sĩ người Agrianes nổi tiếng (lực lượng phóng lao tinh nhuệ), lực lượng chiến hữu và các đơn vị phalanx được lựa chọn. Chúng ta thường thấy họ đi đầu trong cuộc bao vây tấn công của Alexandros, gần với Alexandros.